# Réserve naturelle nationale de Lilleau des Niges

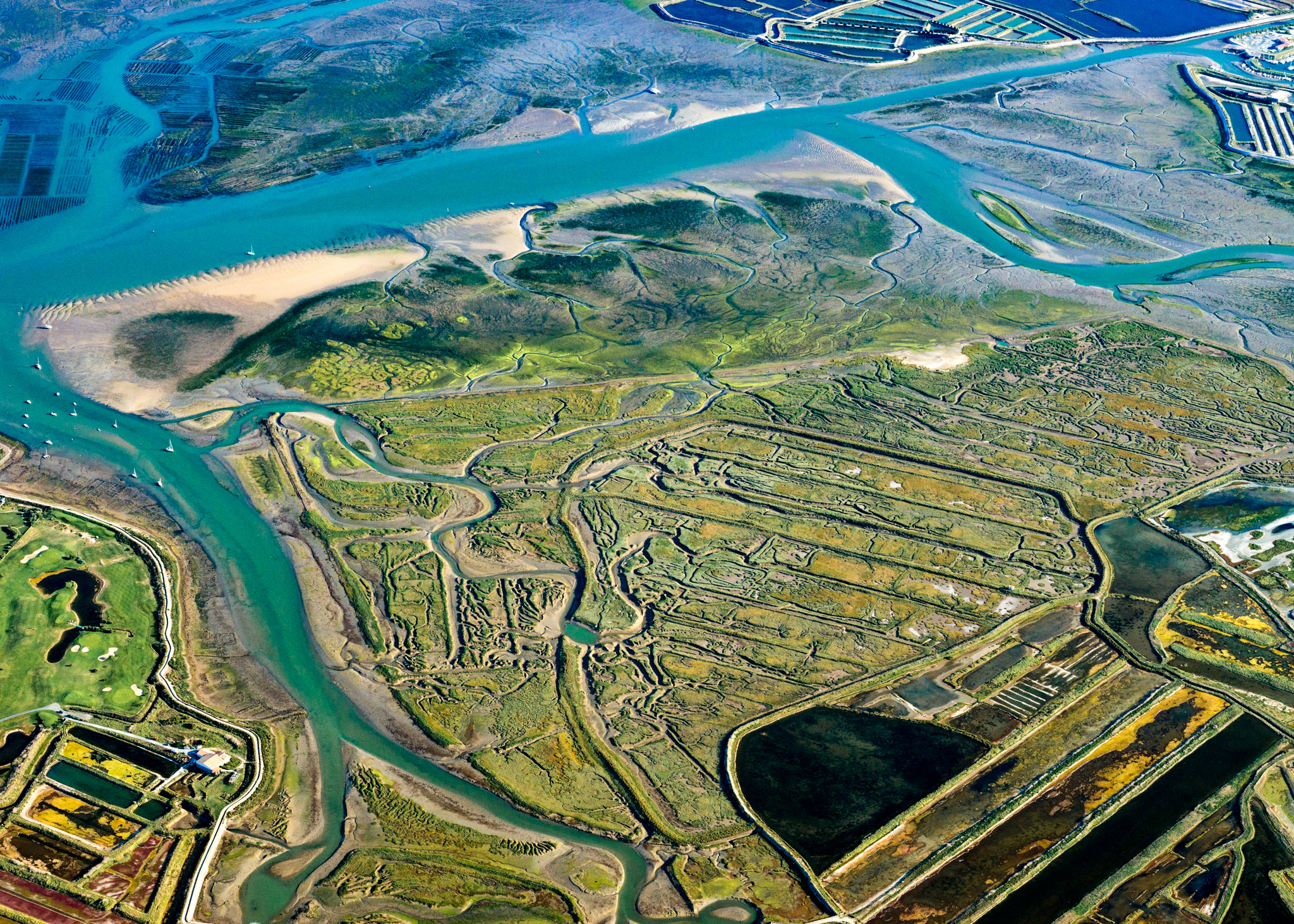
Vue aérienne de la réserve naturelle nationale de Lilleau des Niges. Aout 2014.

La réserve naturelle nationale de Lilleau des Niges (RNN45) est une réserve naturelle nationale située en Nouvelle-Aquitaine. Classée en 1980, elle occupe une surface de 121 hectares dans le nord de l’île de Ré et protège un ensemble de marais salants et vasières favorables à l'avifaune. Elle est gérée par la Ligue pour la protection des oiseaux.

## Localisation

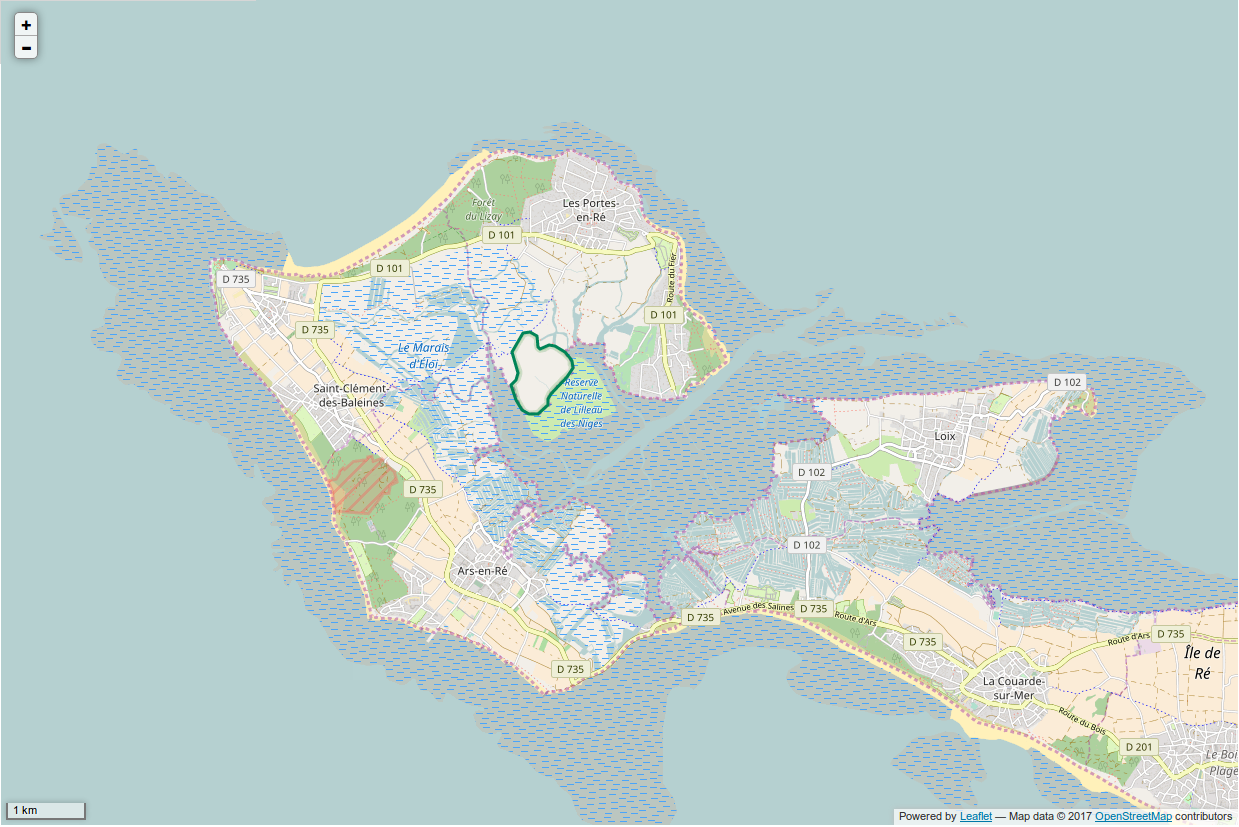
Périmètre de la réserve naturelle.

Le territoire de la réserve naturelle est dans le département de la Charente-Maritime, sur la commune des Portes-en-Ré. Sa surface est de 118,89 hectares auxquels s'ajoute un périmètre de protection de 108,77 ha soit un total de 227,66 ha.

## Histoire du site et de la réserve

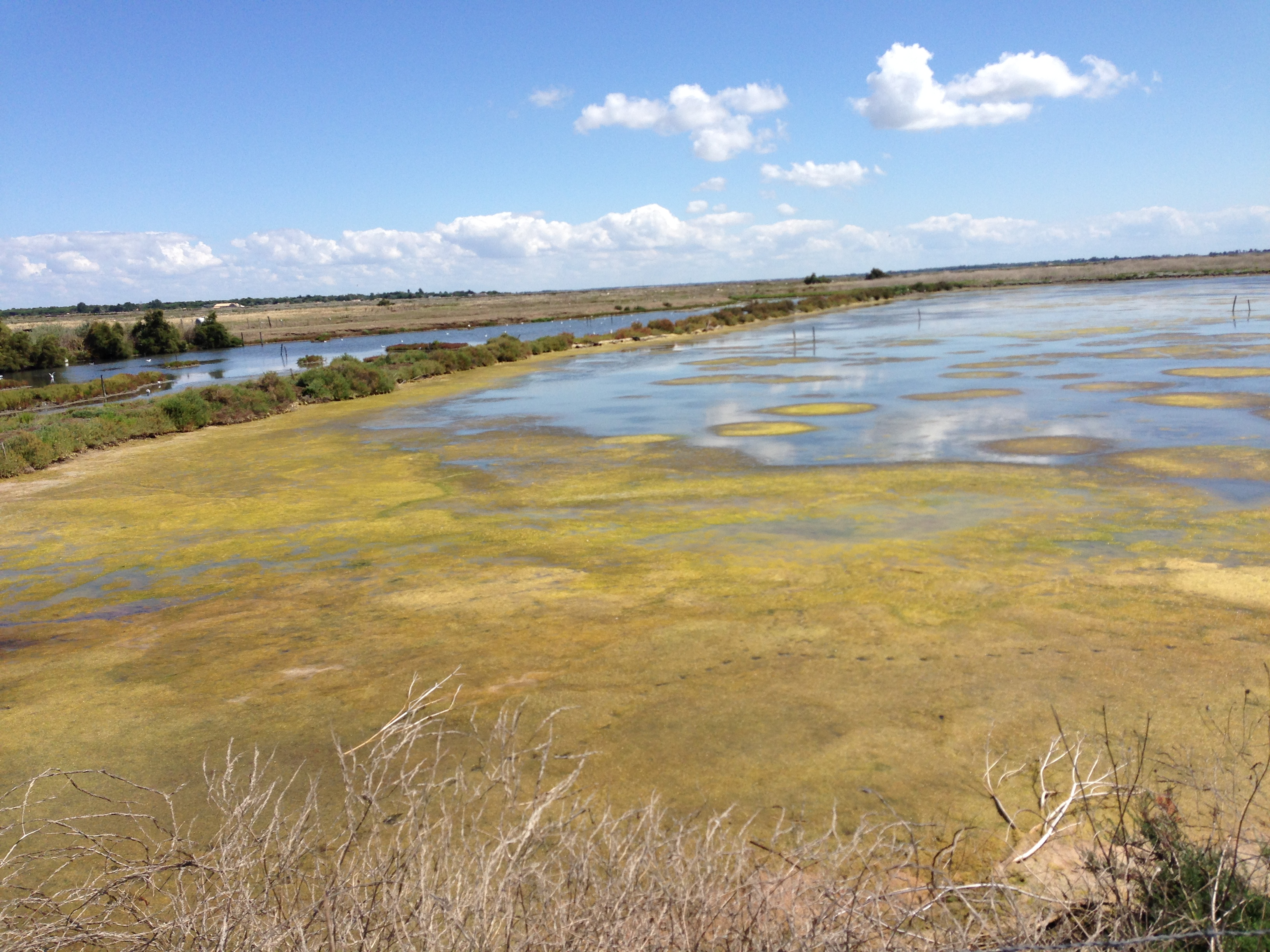
Marais salants.

Le paysage du nord de l’île de Ré est caractérisé par des ensembles extensifs de marais salants. Sur la commune des Portes, longtemps isolée du reste de l’île, le vieux-port a longtemps été la seule porte d’accès à la commune. Vers 1910, des négociants font ériger sur les quais deux vastes hangars à sel, dont un seul subsiste, l'autre étant démantelé dans les années 1950. Certaines années, jusqu’à 2 000 tonnes de sel y sont stockées. Puis, avec l’abandon progressif des salines au cours du XXe siècle, la voie commerciale maritime perd de son intérêt. Vers 1950, le vieux-port n’est plus fréquenté que par quelques modestes barques de pêcheurs de homards. Peu à peu le port s'endort.
En 1997, le Conservatoire de l’Espace Littoral devient propriétaire d’une partie du bâtiment (300 m2) en vue de la réalisation de la Maison du Fier. Au début de l’année 2000, les travaux de réhabilitation du dernier hangar à sel traditionnel de l’île de Ré sont réalisés par la communauté de communes et le bâtiment est inauguré quelque temps plus tard par Jean-Pierre Raffarin, alors président du conseil régional de Poitou-Charentes et Allain Bougrain-Dubourg, président de la LPO. 
Cet équipement, conçu pour inciter les visiteurs de passage, les vacanciers et les rétais à une approche sensible de cet environnement fragile, s’inscrit dans une offre de tourisme-nature dont l’île de Ré peut servir d’exemple au niveau national.

## Écologie (biodiversité, intérêt écopaysager…)

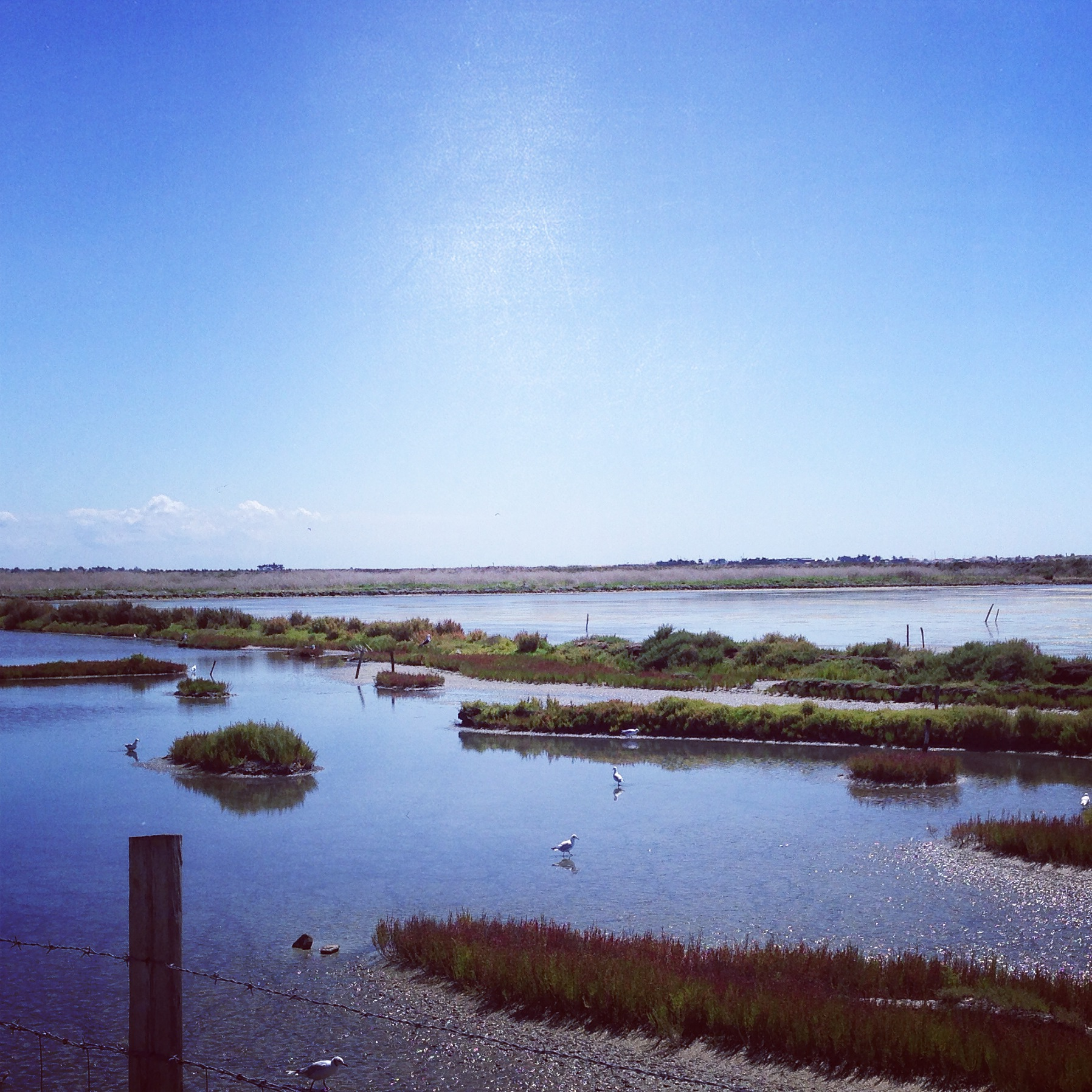
Vasières à marée haute

Dans l’île de Ré, les marais et les vasières du Fier d'Ars sont situés sur une des principales voie de migration d’Europe occidentale, drainant des populations importantes d’oiseaux, notamment nordiques. Trait d’union indispensable entre l’Arctique et l’Afrique, Ré a déjà permis l’observation de plus de 300 espèces (soit environ la moitié des oiseaux d’Europe).
En période de nidification, les marais du Fier accueillent d’importantes colonies d’oiseaux d’eau. Des espèces vulnérables comme l’avocette élégante, l’échasse blanche, le chevalier gambette ou la sterne pierregarin nichent à même le sol. Gros canard bariolé devenu emblème de la Réserve naturelle, le tadorne de Belon est omniprésent, de même que la gorgebleue à miroir.
En hivernage, le Fier d’Ars figure parmi les dix principaux sites français pour l’accueil des oiseaux d’eau (50 000 individus). Parmi les anatidés, la bernache cravant, le tadorne de Belon et le canard siffleur constituent le gros de la troupe. Bécasseau variable, courlis cendré, avocette élégante, huîtrier pie et pluvier argenté sont les échassiers de rivages les plus représentatifs qui forment des troupes compactes particulièrement spectaculaires, notamment lors des envols.
Au printemps et en automne, des dizaines de milliers d’oiseaux en migration font escale sur les riches vasières du Fier pour se reposer et se restaurer avant de reprendre leur long voyage.

### Les marais au printemps et en été
C'est au printemps que les marais s'emplissent de vie. Les oiseaux viennent y chercher la tranquillité pour y faire leur nid et y élever leurs poussins. Bien souvent, ces oiseaux cohabitent avec les sauniers qui entretiennent et exploitent ces étonnants milieux, modelés pour la production de sel.
Le Tadorne de Belon
Ce très beau canard bariolé, emblème de la Réserve naturelle de Lilleau des Niges, fait son nid dans les terriers de lapins. Il niche donc aussi bien dans les marais que dans les dunes et la forêt. Dans le courant de l'été, la plupart des adultes quittent l'île de Ré pour aller muer (jusqu'en novembre) sur les rivages de l'Allemagne. Les poussins se rassemblent alors en crèches et sont alors confiés à quelques adultes restés sur place. Visible toute l'année mais surtout au printemps et en hiver. 
La Gorge-bleue à miroir
Superbe passereau de la famille du rossignol dont le mâle exhibe un magnifique plastron bleu (la femelle est beaucoup plus terne). Il chante souvent au sommet des tamaris pour délimiter son territoire. À la fin de l'été, le mâle mue et devient terne comme sa compagne. Présente de mars à septembre (passe l'hiver au Portugal).
L'Échasse blanche
Avec son plumage noir et blanc et ses interminables pattes rouges, elle ressemble à une cigogne miniature. Elle établit son nid au sol en petites colonies sur les diguettes des marais salants. Elle est présente de mi-mars à août et passe l'hiver en Afrique tropicale.
L'Avocette élégante
Son curieux bec retroussé vers le haut est un cas unique chez les oiseaux. Il lui sert à sabrer la surface de l'eau à la recherche de petits crustacés et de larves d'insectes. Présente une grande partie de l'année (diminution des effectifs entre août et octobre lorsque les individus rétais partent muer au nord de l'Allemagne).
La Sterne pierregarin
Cette cousine miniature de la mouette, surnommée « hirondelle de mer », se nourrit de poissons, qu'elle capture en plongeant après un vol stationnaire à quelques mètres de haut. Elle niche en colonie en compagnie des échasses et des avocettes. Grande migratrice, elle revient d'Afrique en avril et nous quitte en septembre-octobre.
Le Busard des roseaux
Ce rapace nonchalant survole le marais à faible hauteur à la recherche de proies faciles (animaux morts ou malades, rongeurs, jeunes oiseaux). Contrairement à la plupart des rapaces qui nichent dans les arbres, le busard s'établit dans les hautes herbes des marais où il dissimule ses œufs. Il est présent toute l'année.
L'Aigrette garzette
Petite cousine du héron, elle s'en distingue par son plumage entièrement blanc et sa taille plus réduite. Au printemps, elle arbore des aigrettes derrière la nuque. Cette particularité lui a d'ailleurs valu son nom. Elle niche en colonie dans les arbres et se nourrit surtout de crevettes et de petits poissons. Présente toute l'année.
Le Héron cendré
Avec son mètre de haut et son envergure d'un mètre quatre-vingt, c'est le plus grand oiseau des marais rétais. Il se nourrit de poissons et de petits rongeurs qu'il capture habilement grâce à son bec en forme de harpon. Il niche en colonie dans de grands arbres, souvent en compagnie des aigrettes. Présent toute l'année.

### Les vasières en automne et en hiver

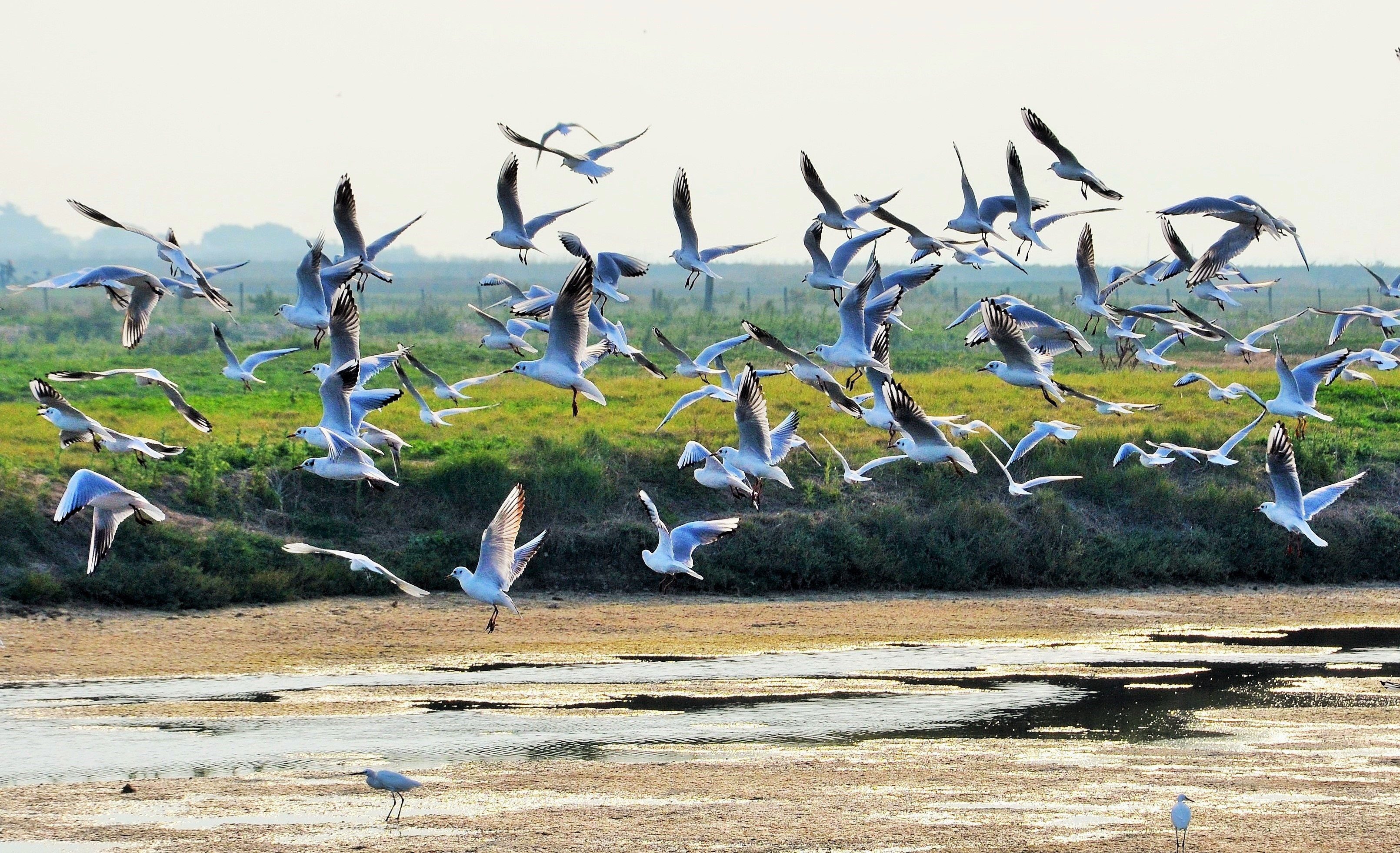
Envol de mouettes.

A marée basse, le Fier d'Ars se vide, laissant alors découvrir de vastes  vasières. Ces milieux d'une exceptionnelle richesse fourmillent de vie (végétaux, vers, coquillages, crustacés). Ces organismes constituent la base de l'alimentation de milliers d'oiseaux en provenance des immensités nordiques, fidèles à des habitudes ancestrales, comme en villégiature.   
La Spatule blanche
Splendide échassier de taille inférieure au héron. Son bec aplati en forme de cuillère lui a valu son nom. Cet outil, particulièrement sensible et tactile, lui permet de se nourrir de crustacés et de petits poissons. Elle est rare en Europe mais peut s'observer régulièrement en petit nombre sur le Fier d'Ars au cours de ses migrations et en hivernage. Présente surtout de septembre à avril.
Le Grand Cormoran
Ce gros palmipède presque entièrement noir est un excellent plongeur qui peut capturer des poissons jusqu'à dix mètres de profondeur. Cependant, son plumage n'étant pas entièrement imperméable, il est obligé de sécher ses ailes après chaque plongée, en les étendant face au vent. Présent toute l'année mais surtout en automne et en hiver (originaire du Danemark et de Grande-Bretagne).
La Bernache cravant
Petite oie très sombre (presque noire) avec le croupion blanc. Elle niche en Sibérie et passe l'hiver en grand nombre sur l'île de Ré (environ 10 000 individus). Elle se nourrit d'algues et de plantes marines (zostères) qu'elle broute à marée basse en troupes compactes. Présente d'octobre à avril.
Le Canard pilet
Superbe canard dont le mâle possède une queue en pointe (le nom pilet provient d'ailleurs de pilum, la lance romaine, en référence à cette queue). Comme chez la plupart des canards, la femelle est beaucoup plus terne que son compagnon. Présent de novembre à mars (niche en Europe du Nord).
Le Bécasseau variable
Le lilliputien de la famille des échassiers mesure à peine 15 cm. Il vit en groupes importants qui peuvent former des envols spectaculaires. Il se nourrit de petits crustacés et de petits mollusques. Visible toute l'année mais surtout entre septembre et avril (originaire du Groenland, Sibérie et Scandinavie).
Le Courlis cendré
Cet échassier de la famille des limicoles (oiseaux qui se nourrissent dans la vase) possède un très long bec, courbé vers le bas, caractéristique. Il s'en sert pour sonder la vase à la recherche de vers marins. Présent toute l'année (maximum en automne et en hiver).
La Barge à queue noire
Cet échassier appartient à la même famille que le courlis. Elle s'en distingue par son bec, également très long mais rectiligne. Elle se nourrit principalement de vers de vase. En automne et en hiver, elle a un plumage beige, mais au printemps, elle devient rousse. Présente surtout en automne et en hiver (niche en Islande et aux Pays-Bas).
L'Huîtrier pie
Surnommé « pie de mer » en raison de son plumage noir et blanc, il utilise son bec robuste pour ouvrir les coquillages. Contrairement à ce que son nom pourrait laisser penser, il ne se nourrit pas d'huître, mais plutôt de coques et de vers de vase. Il est visible toute l'année, principalement en automne et en hiver. Il fréquente aussi beaucoup l'estran rocheux.
Le Goéland argenté
Sorte de grosse mouette caractéristique du bord de mer, il a un bec très puissant à la terminaison crochue. Omnivore, il se nourrit de poissons, d'œufs, de coquillages et de déchets d'origine humaine. Ses facultés d'adaptation le conduisent souvent à fréquenter les décharges d'ordures ménagères. Présent toute l'année.
La Mouette rieuse
Sa taille, proche de celle du pigeon, permet de la distinguer immédiatement du goéland. Au printemps, elle arbore un capuchon marron. Dès la fin de l'été, après la mue, sa tête devient blanche. Elle se nourrit surtout d'insectes, de poissons et de toutes sortes de déchets abandonnés par l'homme. Beaucoup moins liée au littoral que le goéland, elle est visible toute l'année (mais surtout en automne et en hiver).

## Intérêt touristique et pédagogique
Gestionnaire du site pour le compte du ministère de l'Écologie et du Développement durable depuis 1980, la LPO a développé très tôt des animations à destination de publics variés, notamment les enfants. La Fête de l’Oiseau, qui se déroule chaque été au mois d’août, en est un exemple. Dès 1986, une ancienne école, située sur la commune de St-Clément-des-Baleines, baptisée maison des Marais, sert de point d’accueil estival pour un public toujours plus nombreux à participer aux activités de la réserve naturelle. 
En 1989, forte de ce succès (25 000 à 30 000 personnes sensibilisées chaque année), la LPO propose la création d’une maison de la Nature ouverte toute l’année sur l’île de Ré. Un premier projet voit le jour sur la commune de La Couarde-sur-Mer mais ne pourra aboutir. La commune des Portes-en-Ré, sur laquelle se trouve le territoire de la réserve naturelle et soucieuse de valoriser son patrimoine naturel exceptionnel, se porte alors candidate pour cette réalisation. 
Jouxtant la réserve et remarquablement desservi par une piste cyclable longeant les marais, un ancien hangar à sel ouvrant sur un petit port en pierres est l’emplacement idéal. 
Si l’oiseau reste le fil conducteur bien naturel des expositions, différents thèmes liés à la nature rétaise sont abordés. Des panneaux sur la formation de l’île, les milieux fondateurs du Fier d’Ars, l'homme dans le Fier, les plantes des dunes ou encore la Tortue luth, cette tortue de mer géante qui fréquente les pertuis charentais en été ont été réalisés. Des bornes interactives sur la faune et la flore, l'observation des oiseaux ainsi que des bornes son, des montages audiovisuels et une bibliothèque pour petits et grands complètent l’équipement. Adultes et enfants y trouvent leur compte et y apprennent une foule de choses sur un mode ludique.
Avec cette structure s’intégrant dans le réseau des pôles nature de la Charente-Maritime, la commune des Portes-en-Ré et l’île de Ré dans son ensemble, disposent d’un  outil de qualité permettant aux visiteurs de partir à la découverte du patrimoine naturel et humain de Ré « la blanche ». La maison du Fier participe également au réseau des maisons à thème institué sur l'île de Ré : maison du Magayant à Ste-Marie, écomusée du Marais salant à Loix, maison du Platin à La Flotte, musée Ernest-Cognacq à Saint Martin et phare des Baleines à St-Clément.

## Administration, plan de gestion, règlement

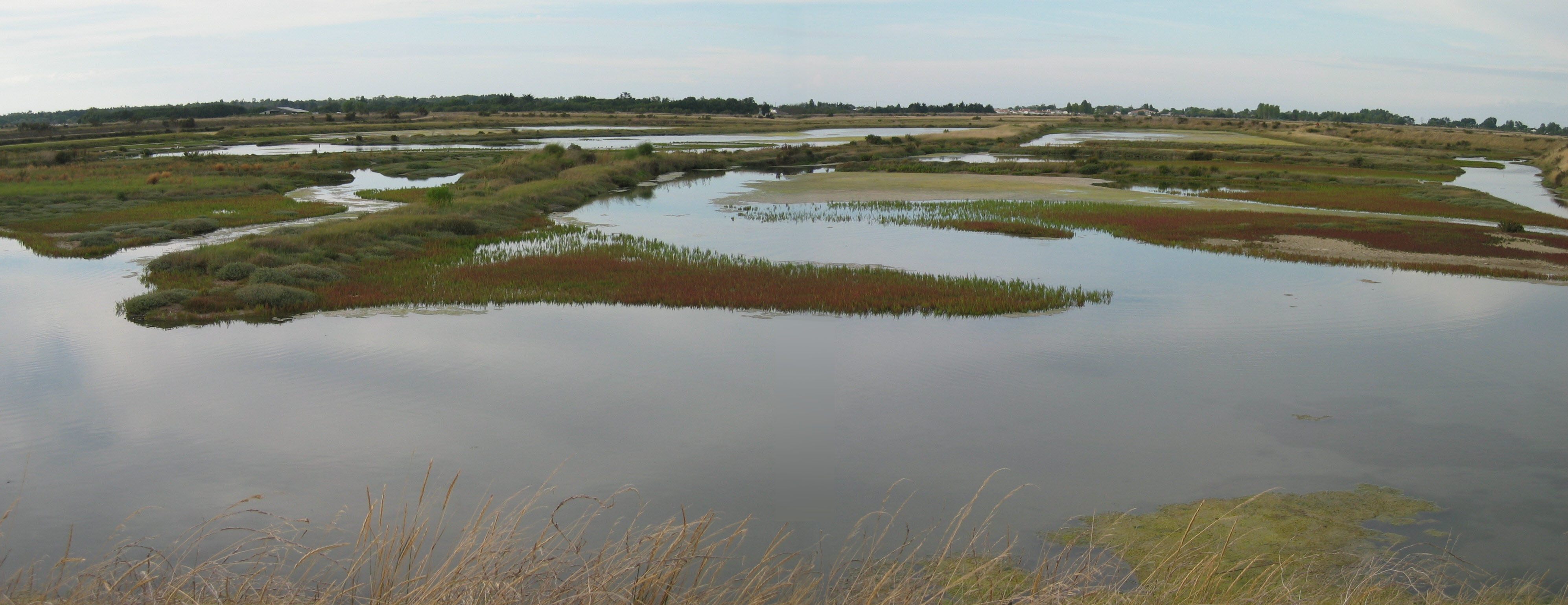
Vue de la réserve naturelle

La réserve naturelle est gérée par la LPO. Le plan de gestion en cours couvre la période 2013-2017.

### Outils et statut juridique
La réserve naturelle a été créée par un décret du 30 janvier 1980.